# Nothoscordum yatainum
Nothoscordum yatainum är en amaryllisväxtart som beskrevs av Pierfelice Ravenna. Nothoscordum yatainum ingår i släktet vaniljlökar, och familjen amaryllisväxter. Inga underarter finns listade i Catalogue of Life.